# 黑格 (內布拉斯加州)
黑格（英語：Haig）是位於美國內布拉斯加州斯科茨布拉夫縣的非建制地區。

## 歷史
黑格的郵局於1914年設立，其後於1976年停運。

## 地理
黑格所處的海拔為高於海平面1197米（即3927英呎），而該地所採用的時區為UTC-7，即北美山地时区（MST）。同時該地設有夏令時間，為UTC-7調快一小時，即UTC-6（MDT）。